# Chunra olandea
Chunra olandea är en insektsart som beskrevs av Webb 1983. Chunra olandea ingår i släktet Chunra och familjen dvärgstritar. Inga underarter finns listade i Catalogue of Life.